# Pierre-François de Saint-Martial d'Aurillac
Pierre-François de Saint-Martial d'Aurillac est un homme politique français né le 31 janvier 1753 au château de Conros (Cantal) et décédé le 27 novembre 1803 à Paris.
Capitaine des cuirassiers du roi, il est député de la noblesse aux États généraux de 1789 pour le bailliage de Saint-Flour et siège à droite.

## Sources
- « Pierre-François de Saint-Martial d'Aurillac », dans Adolphe Robert et Gaston Cougny, Dictionnaire des parlementaires français, Edgar Bourloton, 1889-1891 [détail de l’édition]